# Eisen(II)-fluorid
Eisen(II)-fluorid ist eine chemische Verbindung aus den Gruppen der Eisenverbindungen und der Fluoride.

## Gewinnung und Darstellung
Eisen(II)-fluorid kann durch Reaktion von Eisen(II)-chlorid mit Fluorwasserstoff gewonnen werden.
{\displaystyle \mathrm {FeCl_{2}+2\ HF\longrightarrow FeF_{2}+2\ HCl} }
Das auf diese Weise hergestellte Produkt ist amorph. Um es kristallin zu erhalten, muss es auf 1000 °C erhitzt werden. Zusätzlich erhält man rein weißes Eisen(II)-fluorid nur, wenn völlig wasserfrei gearbeitet wird. Sonst färbt sich die Verbindung beim Rekristallisationsprozess grau-braun.

## Eigenschaften
Eisen(II)-fluorid ist in reinem Zustand ein weißer Feststoff, welcher in Wasser wenig löslich ist. Es besitzt eine Kristallstruktur vom Rutil-Typ, Raumgruppe P42/mnm (Raumgruppen-Nr. 136), Gitterparameter a = 4,695 Å, c = 3,310 Å.

## Verwendung
Eisen(II)-fluorid wird als Ausgangsstoff zur Herstellung weiterer Eisen(II)-Verbindungen verwendet. Ferner wird es in der organischen Chemie als Katalysator für Fluorierungen verwendet.